# هنري سومرفيل
هنري سومرفيل (7 يوليو 1928 – 6 أكتوبر 2010) هو مبارز بالسيف أسترالي راحل، مثّل بلاده في الألعاب الأولمبية الصيفية 1964.

## روابط رياضية
هنري سومرفيل على موقع أوليمبيديا (الإنجليزية)
- هنري سومرفيل على موقع اتحاد ألعاب الكومنولث (مؤرشف) (الإنجليزية)